# BMW X2
A BMW X2 é veículo SUV subcompacto produzidos pela BMW desde 2018. Sua segunda geração foi introduzida em 2023.